# Морозов, Дмитрий Георгиевич
Дмитрий Георгиевич Морозов (18(30) октября 1888 — 10 июня 1963) — советский партийный и государственный деятель. Кандидат в члены ЦК в 1923—1925 гг. Член ЦКК в 1925—1930 гг.

## Биография
Родился в д. Камешки Ивановской области в бедной крестьянской семье.
Член РСДРП с 1905 года. Вёл революционную работу в Иваново-Вознесенске. В 1913—1915 в ссылке в Олонецкой губернии. С 1915 по 1917 год воевал на Румынском фронте.
В ноябре 1917 года избран председателем комитета солдатских депутатов 6-й армии.
В 1919—1922 — в органах ВЧК в Иванове и Самаре.
В 1923—1929 на партийной и советской работе в Иваново-Вознесенской губернии.
С августа 1928 по 1929 год председатель Иваново-Вознесенского губисполкома.
В 1930—1932 ответственный секретарь Ярославского окружкома ВКП(б).
В 1932—1937 работал в партийных контрольных органах. С 1937 года персональный пенсионер.
Похоронен в Москве на Новодевичьем кладбище.
Делегат XIII—XVII съездов партии, на XIV и XV съездах избирался членом ЦКК ВКП(б).
Его именем названа улица в г. Иваново.